# Angine
Cet article concerne l'inflammation de la gorge ou des amygdales, pour la maladie cardiovasculaire voir angine de poitrine.
 Mise en garde médicale
L’angine et la pharyngite sont des infections aiguës de l'oropharynx, causées par des bactéries ou des virus. Par souci de simplification, nous utiliserons ici le seul terme d'« angine ».
L'angine se traduit habituellement par des maux de gorge et une fièvre. Fréquente, elle touche principalement l'enfant de plus de 2 ans et l'adulte de moins de 40 ans. Il existe différents types d'angine, d'étiologies différentes, nécessitant une prise en charge spécifique. La grande majorité des angines sont érythémateuses (« angine rouge ») ou érythémato-pultacées (« angine blanche »), les angines ulcéreuses (présence d'ulcération) et pseudomembraneuses (présence de fausses membranes) étant beaucoup plus rares. Les angines sont virales dans 60 à 95 % des cas, et bactériennes dans les autres cas,. Parmi les angines bactériennes, la plus fréquente et la seule susceptible d'entraîner des complications générales est celle due au streptocoque bêta-hémolytique du groupe A, responsable notamment du rhumatisme articulaire aigu (RAA).
La plupart du temps bénignes, les angines peuvent rarement évoluer défavorablement, entraînant des complications loco-régionales (adénite, abcès pharyngé, phlegmon periamygdalien) et générales.
Seules les angines bactériennes à streptocoque nécessitent un traitement par antibiotique. La distinction entre origine virale et bactérienne, permettant d'orienter le choix du traitement, repose sur des tests de diagnostic rapides (TDR).

## Définition
Le mot angine vient du latin latin : angina, du verbe angere dérivé du grec ancien ἄγχειν, ánkhein, « serrer », « suffoquer »,.
Les termes « angine » et « pharyngite » désignent une inflammation aiguë de la région oropharyngée d'origine infectieuse. Dans le langage courant, on parle d'angine lorsque l'inflammation concerne principalement les amygdales (amygdalite aiguë ou tonsillite) et de pharyngite lorsqu'elle est plus diffuse et touche toute la muqueuse. Il était habituel de distinguer ces deux affections, mais en pratique la distinction est difficile et les termes « angine », « pharyngite », « amygdalite » et « pharyngoamygdalite » peuvent donc être considérés comme équivalents.
Au Québec et au Nouveau-Brunswick, le terme « angine », même employé seul, sert uniquement à désigner l'angine de poitrine. Les seuls termes utilisés pour désigner une inflammation de la gorge sont « amygdalite » et « pharyngite ».

## Épidémiologie
En France en 1996, on estimait qu'environ 9 millions de cas étaient diagnostiqués annuellement, entraînant 8 millions de prescriptions d’antibiotiques (4,5 chez l'adulte et 3,3 chez l'enfant),,. Parmi ces 9 millions de cas, seuls 2 millions étaient dus au streptocoque β hémolytique du groupe A (SGA), bactérie responsable des principales complications et nécessitant un traitement antibiotique. La diphtérie touche des personnes non vaccinées (ou pas à jour de leur vaccination). Il s'agit en général de cas importés (pour Corynebacterium diphtheriae). Pour l'essentiel, ces patients viennent de pays d'Europe Centrale, d'Afrique du Nord ou de pays en voie de développement. Corynebacterium ulcerans (en) émerge parmi les causes d'angine à Clostridium en Europe occidentale, aux États-Unis et au Japon.
Aux États-Unis, la douleur de gorge représente 2,1 % des motifs de consultation, c'est ainsi le deuxième symptôme motivant une visite médicale, après la toux. Entre 1989 et 1999, on estime à environ 6,7 millions (selon les années, entre 5,1 millions et 8,7 millions) les consultations adultes annuelles pour une douleur de gorge. Dans 73 % des cas, des antibiotiques étaient prescrits. Dans 68 % des cas, les antibiotiques n'étaient pas ceux des recommandations.

## Causes

### Angines virales

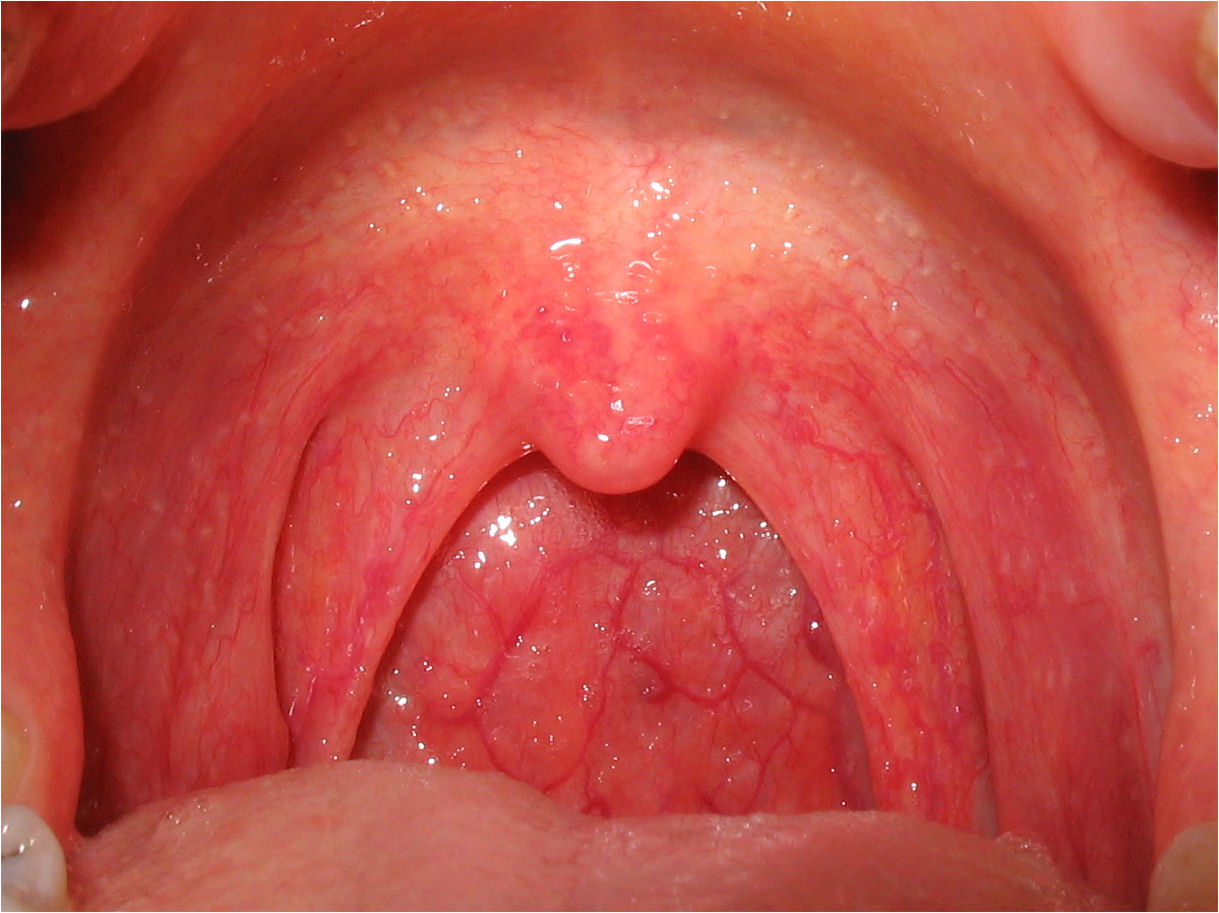
Pharyngite virale. La muqueuse pharyngée, zone autour de la luette et de l'oropharynx, est rouge et inflammée.

L'angine est une maladie infectieuse, due la plupart du temps à une infection par un virus. Selon l'âge, entre 50 et 90 % des angines sont d'origine virale : adénovirus, virus de la grippe, virus respiratoire syncytial, virus parainfluenzae, coxsackie… À noter, l'implication de l'Herpes Simplex Virus, de l'Echovirus ou des Coxsackie virus dans les formes vésiculeuses de l'angine, et l'implication d'EBV, (parfois une angine peut signer la primo-infection du VIH) dans les formes pseudo-membraneuses de l'angine.

### Angines bactériennes

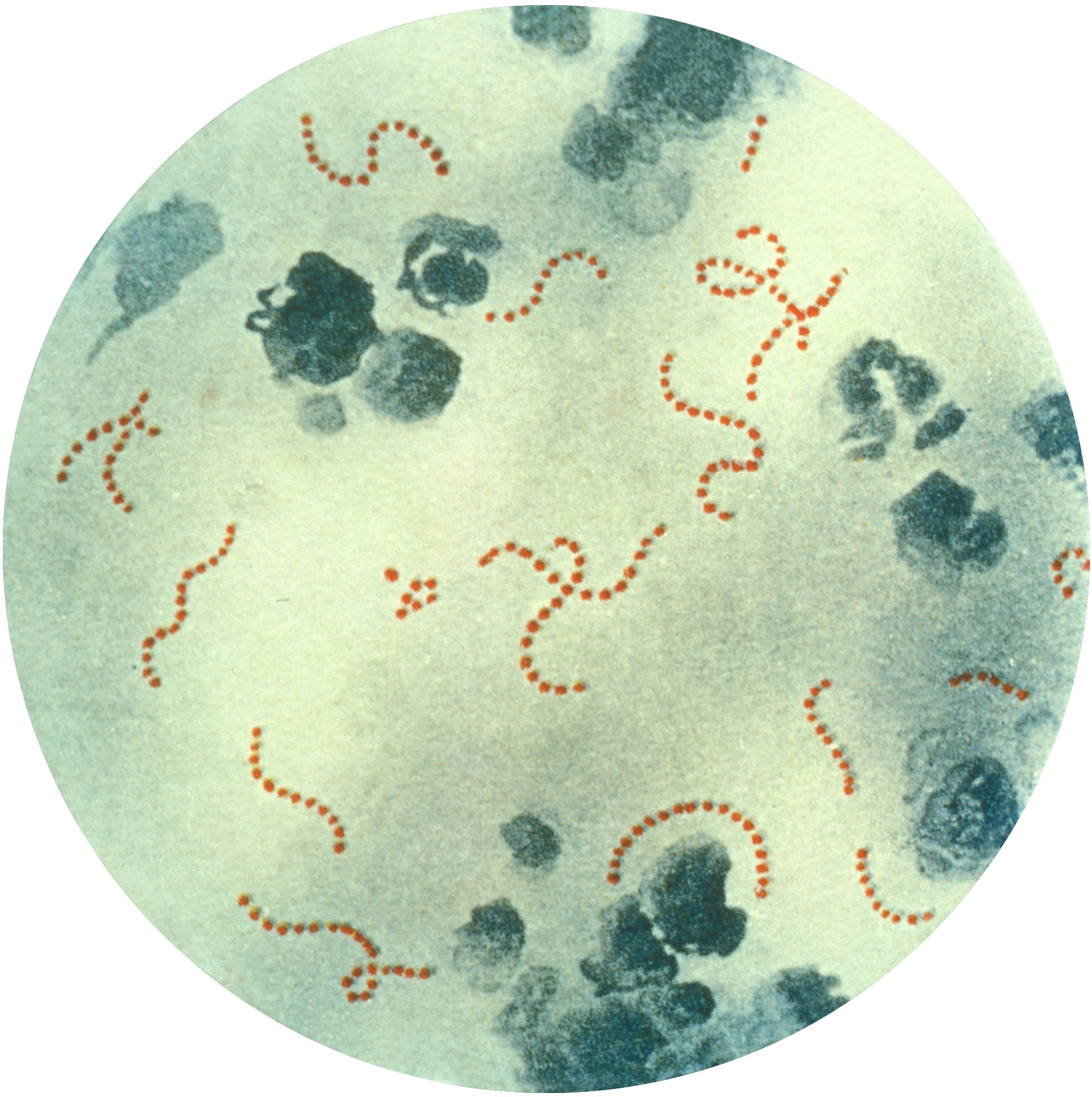
Streptococcus pyogenes est un streptocoque bêta-hémolytique du groupe A. C'est la bactérie la plus souvent retrouvée dans les angines bactériennes. Ici grossi 900 fois.

Dans l'angine bactérienne, la bactérie la plus souvent rencontrée est un streptocoque bêta-hémolytique du groupe A (SGA), Streptococcus pyogenes, qui est présent dans 20 % des angines tous âges confondus, 25 à 40 % des angines de l’enfant et 10 à 25 % des angines de l’adulte,. L'angine à SGA atteint surtout l'enfant à partir de l'âge de 3 ans ; son pic d'incidence se situe chez l'enfant entre 5 et 15 ans et elle est rare chez l'adulte,. Chez le nourrisson et l'enfant de moins de 3 ans, les angines sont généralement d'origine virale et le streptocoque est rarement en cause.
D'autres bactéries peuvent, plus rarement, être responsables d'angine, notamment d'autres streptocoques bêta-hémolytiques (des groupes C, G, E, F), le gonocoque, Arcanobacterium Hæmolyticum et Corynebacterium diphtheriae (ce dernier étant exceptionnellement en cause dans l'angine en France) ou encore l'association fusospirillaire (Fusobacterium nucleatum + Borrelia vicentii responsable de l'angine dite de Vincent). Ces bactéries n'entraînent pas, contrairement au SGA, de risque de rhumatisme articulaire aigu (RAA). À noter la rare implication de Treponema pallidum.
De nombreuses bactéries peuvent être isolées dans les prélèvements de gorge de patients atteints d'angine : certaines sont commensales et n'ont aucun rôle pathogène démontré comme c'est le cas d’Hæmophilus influenzae et parainfluenzae, de Branhamella catarrhalis (ex- Moraxella catarrhalis), du pneumocoque, du staphylocoque ou de bactéries anaérobies diverses.

## Diagnostic

### Diagnostic positif

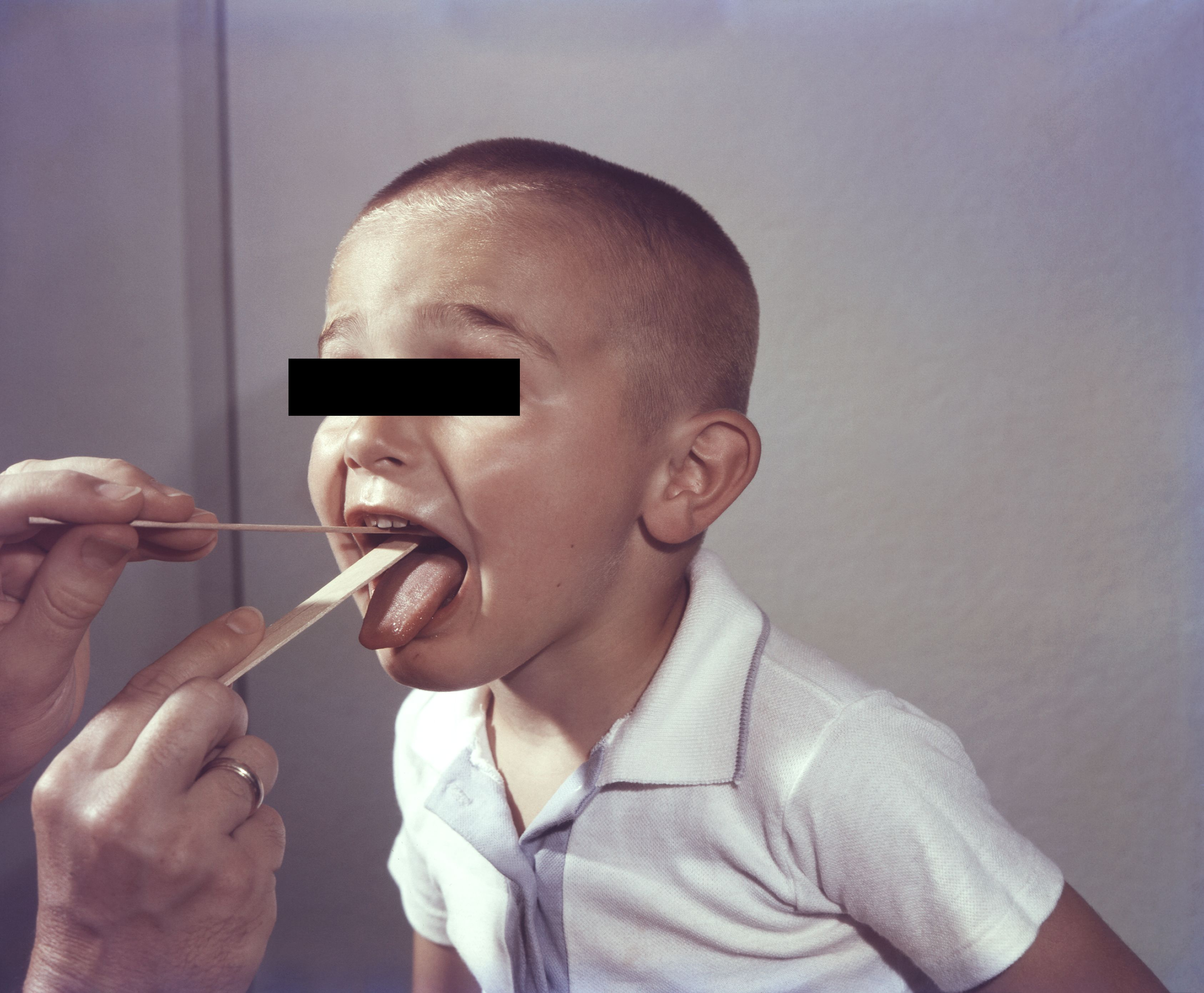
L'examen visuel de l'oropharynx permet le diagnostic positif d'une angine.

L'angine est une inflammation des amygdales ou de l'ensemble du pharynx d'origine infectieuse. Elle réalise classiquement un tableau clinique associant une fièvre, une gêne douloureuse de la gorge augmentée lors de la déglutition (odynophagie) et des modifications de l'aspect de l'oropharynx : rougeur diffuse de l'oropharynx, augmentation de volume des amygdales, présence d'un enduit blanchâtre, vésicules…
Parfois d'autres symptômes peuvent être associés tels que des signes respiratoires (écoulement nasal, toux, enrouement, gêne respiratoire), douleurs abdominales et éruption cutanée. Ces symptômes sont variables et dépendent de l'âge du patient et de l'agent infectieux en cause.
La présence d'adénopathies (augmentation de volume des ganglions lymphatiques) satellites cervicales, sensibles voire douloureuses, est fréquente.
Le diagnostic positif d'une angine dépend de la présence de ces signes et de ces symptômes. Il est posé par l'examen visuel de l'oropharynx au moyen d'une lampe et d'un abaisse-langue, qui peut retrouver différents aspects possibles :
- une angine érythémateuse, dite « angine rouge », dans la grande majorité des cas : les amygdales et le pharynx sont congestifs (rouges) ;
- une angine érythémato-pultacée, dite « angine blanche », parfois : aspect congestif et présence d'un enduit blanchâtre, purulent, parfois abondant, recouvrant la surface des amygdales ;
- une angine vésiculeuse plus rarement : présence de vésicules sur le pharynx et/ou les amygdales, toujours virale (herpangine et herpès) ;
- d'autres formes sont encore plus rares :
  - une angine ulcéreuse évoque une angine de Vincent, rare, unilatérale, touchant l'adulte tabagique, potentiellement grave,
  - une angine pseudo-membraneuse évoque une mononucléose infectieuse ou une diphtérie.

### Diagnostic étiologique
Une fois le diagnostic positif d'angine posé, il faut en déterminer la cause (l'étiologie) et notamment déterminer si l'angine est d'origine virale ou bactérienne. En effet, le traitement par antibiotique n'est indiqué que dans les seules angines bactériennes à SGA. Le diagnostic étiologique repose sur la clinique d'une part, et des examens complémentaires d'autre part.

#### Diagnostic clinique
La clinique permet d'orienter le diagnostic étiologique, mais ne permet pas, à elle seule, de déterminer de façon certaine si une angine est virale ou bactérienne. Aucun signe ni symptôme n'est spécifique d'une angine à SGA, qui peut être érythémateuse, érythémato-pultacée voire unilatérale érosive.
Les éléments cliniques suivants sont en faveur d'une origine virale :
- début progressif ;
- absence de fièvre ;
- odynophagie modérée ou absente ;
- présence d'une toux, d'un enrouement, d'un coryza, d'une conjonctivite, d'une diarrhée ;
- présence de vésicules ou d'une stomatite (herpangine ou gingivo-stomatite herpétique, syndrome pieds-mains-bouche).

Les éléments cliniques suivants sont en faveur d'une origine bactérienne (SGA) :
- caractère épidémique (hiver et début du printemps) chez des enfants entre 5 et 15 ans ;
- survenue brutale ;
- intensité de la douleur pharyngée et de l'odynophagie ;
- absence de toux ;
- fièvre élevée ;
- érythème pharyngé intense ;
- purpura du voile du palais ;
- exsudat ;
- adénopathies satellites sensibles ;
- douleurs abdominales ;
- rash scarlatiniforme.

##### Scores cliniques
Devant les limites du diagnostic clinique, plusieurs auteurs ont tenté de valider des scores cliniques, afin d'orienter vers l'une ou l'autre étiologie, dans le but d'aider le praticien dans sa démarche diagnostique et thérapeutique. En 1981, Centor propose un score basé sur 4 items cliniques : fièvre > 38 °C, présence d’exsudat, d’adénopathies cervicales douloureuses, absence de toux. Chaque item vaut un point, soit un score de 0 à 4. Chez l'adulte, la sensibilité maximale de ce test est faible : quand le score est à 4, c'est-à-dire que chaque item est présent, la probabilité de présenter une angine à SGA n'est que de 56 %. En 1997-1998, Mac Isaac propose d'améliorer ce score, en ajoutant un item concernant l'âge du patient : +1 si âge < 15 ans et -1 si > 45 ans,.
En France, l'Afssaps considère que la sensibilité de ces scores est insuffisante pour étayer une stratégie thérapeutique. Mais les patients avec un score de Mac Isaac inférieur à 2 ayant au maximum une probabilité d'infection par un SGA de 5 % (pour les scores à 1), elle considère qu'on peut chez ces patients ne pas faire de « test de diagnostic rapide » (TDR) et ne pas prescrire d'antibiotique. Par contre un score supérieur ou égal à 2 doit faire réaliser un TDR systématiquement.

#### Diagnostic microbiologique

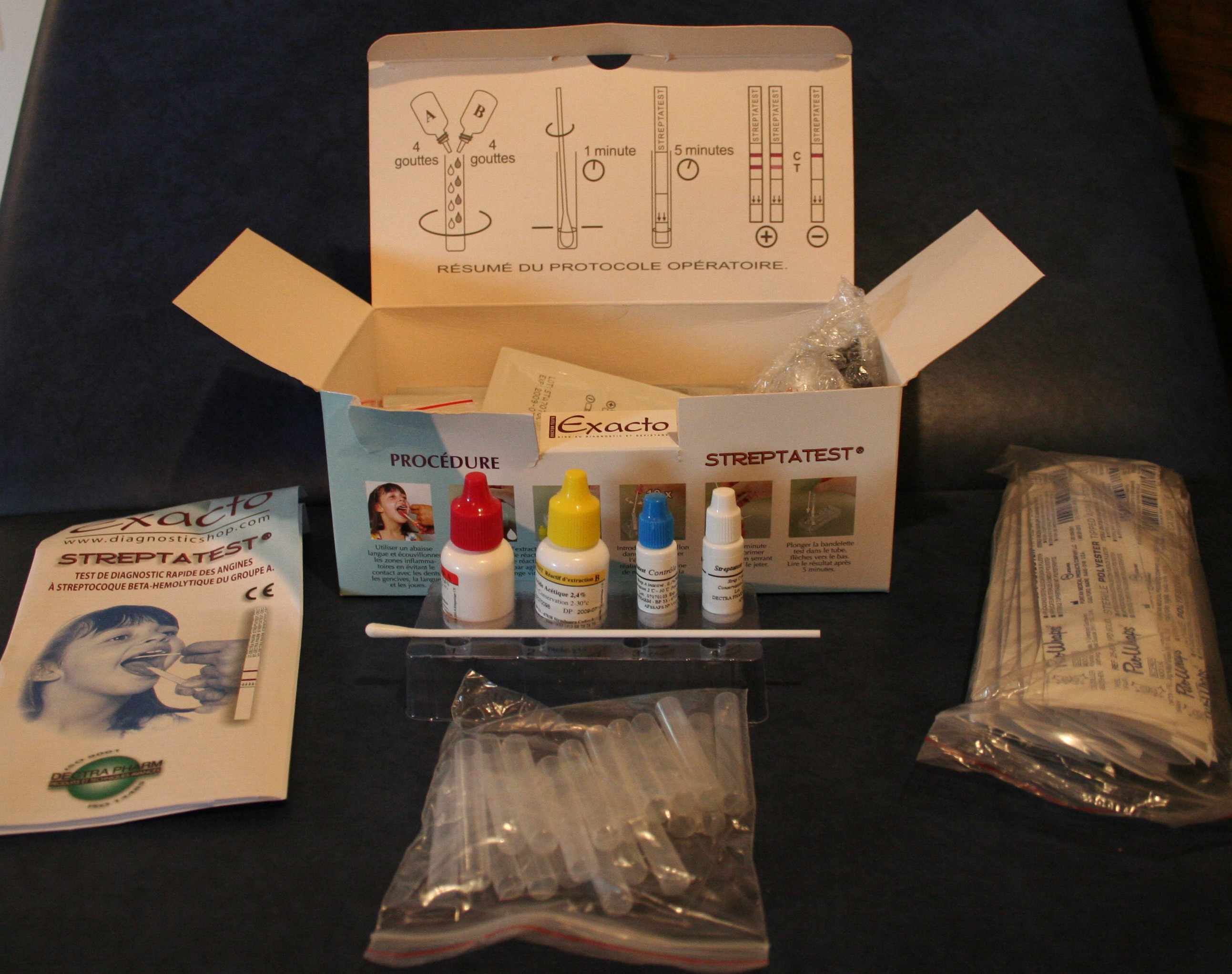
Kit d'un test de diagnostic rapide, permettant de déterminer la nature virale ou bactérienne d'une angine.

Il existe un test en kit rapide pour déterminer la nature virale ou bactérienne d'une angine, qui ne prend que cinq minutes, basée sur la détection de l'antigène microbien.
Le médecin généraliste frotte un écouvillon sur les amygdales de son patient et dépose l'écouvillonat sur une plaque en présence de la solution test. L'apparition d'une bande rose témoin dans les secondes qui suivent permet de confirmer le bon fonctionnement du test. La présence d'une deuxième bande rose révèlera la présence d'un germe dans la gorge. Ce germe peut cependant n'être pas responsable de l'angine (« porteurs sains ») mais la négativité du test permet d'affirmer l'origine non bactérienne de l'angine.
Malgré sa grande fiabilité[réf. nécessaire] et sa rapidité d'exécution, ces tests microbiologiques ne sont encore que trop peu utilisés par les médecins[réf. nécessaire].
Le prélèvement bactériologique du fond de la gorge avec mise en culture donne des résultats plus tardifs et expose aux mêmes problèmes de faux positifs chez les porteurs sains : la présence d'un streptocoque bêta-hémolytique ne prouve pas qu'il aura toutes les conséquences possibles, graves, rencontrées dans certains cas, rares.
Les tests sérologiques (dosage des anticorps) ne permettent qu'un diagnostic rétrospectif car leur production est retardée par rapport à l'infection.

## Type d'angines

### Angine érythémateuse ou érythématopultacée

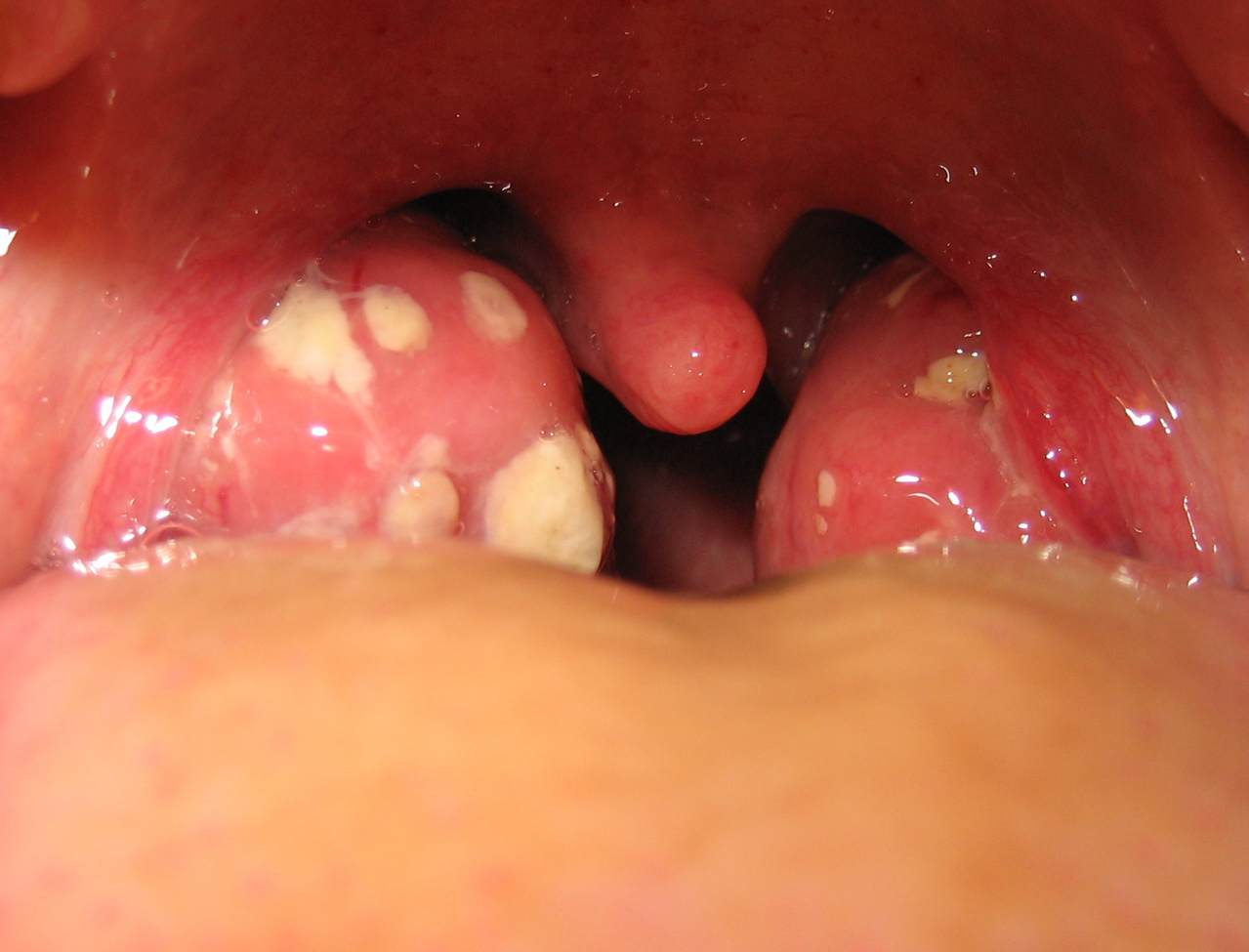
Angine érythématopultacée, dite « angine blanche », avec des amygdales augmentées de volume, rouges et recouverte d'un enduit blanchâtre.

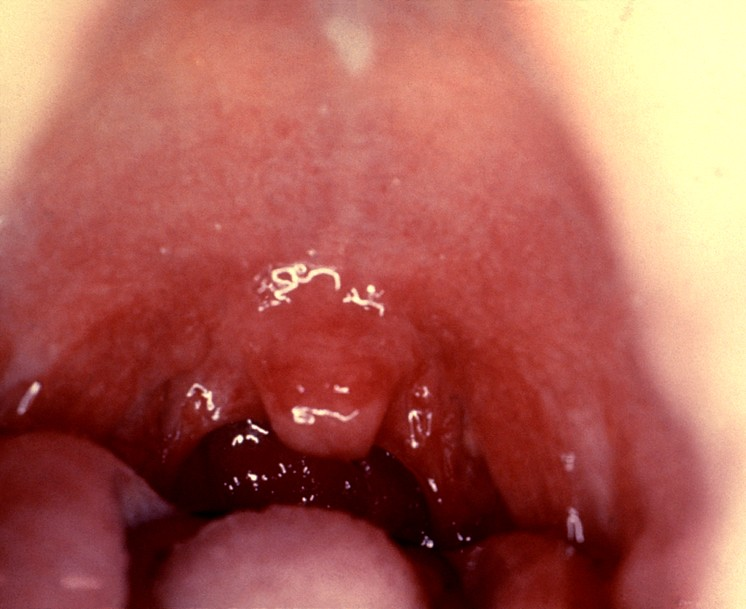
Angine érythémateuse, dite « angine rouge », avec une rougeur diffuse de l'arrière gorge.

L'examen de la gorge peut retrouver soit des amygdales érythémateuses (« angine rouge »), soit une muqueuse pharyngée recouverte d'un enduit blanchâtre punctiforme (« angine blanche », « pultacée » provenant de pultis, « bouillie » en latin).
Ce type d'angine est le plus souvent d'origine virale : rhinovirus, coronavirus, adénovirus, virus de la grippe, myxovirus parainfluenzae, virus respiratoire syncitial, etc. Elle est associée dans ce cas à des adénopathies diffuses et une diffusion de l'infection à l'arbre respiratoire. Les examens biologiques et notamment la numération formule sanguine présente une leucocytose normale ou diminuée. Les antibiotiques sont inutiles. La guérison est généralement spontanée, des antalgiques peuvent être prescrits pour soulager les symptômes tels que l'odynophagie, la fièvre et les céphalées.
Cependant, ce type d'angine peut être d'origine bactérienne, principalement due à un streptocoque béta-hémolytique du groupe A, pouvant être responsables de complications rares mais graves (suppurations locales, rhumatisme articulaire aigu, glomérulonéphrite aiguë, scarlatine, cardite rhumatismale, c'est-à-dire l'atteinte des valves cardiaques (IM, RM, IA), chorée de Sydenham) et justifiant un traitement antibiotique.
Les autres bactéries possibles sont les pneumocoques, Haemophilus influenzae et les staphylocoques (rare). L'infection est brutale et localisée aux amygdales. La fièvre est élevée 39 °C-40 °C. Les adénopathies palpables sont sous-digastriques. Les examens sanguins présentent une hyperleucocytose à polynucléaires neutrophiles.
La conduite à tenir est stéréotypée et elle passe par des prélèvements locaux et notamment l'utilisation de test de diagnostic rapide (TDR), qui permettent de mettre en évidence l'implication du streptocoque béta-hémolytique du groupe A ou SGA. Si c'est le cas, le traitement repose sur une antibiothérapie de courte durée. Les dernières recommandations de l'AFSSAPS pour les angines à SGA sont :
- l'amoxicilline pendant 6 jours en 1re intention ;
- en cas d’allergie aux pénicillines sans contre-indication aux céphalosporines on peut utiliser les céphalosporines de 2e génération (céfuroxime-axétil pendant 4 jours) et de 3e génération (cefpodoxime (Orelox)-proxétil ou céfotiam-héxétil pendant 5 jours). L'association amoxicilline-acide clavulanique (Augmentin) et le céfixime (Oroken) n'ont pas d'indication dans l'angine à SGA ;
- en cas de contre-indication aux béta-lactamines on peut utiliser les macrolides, les kétolides ou la pristinamycine.

Le traitement est uniquement symptomatique pour une infection virale ou due à une autre bactérie que le SGA chez un sujet immunocompétent.
Lors d'une mononucléose infectieuse ou MNI, dont l'angine est l'un des symptômes, l'administration d'amoxicilline provoque un rash cutané. Cela n'est pas une réaction allergique, mais simplement un effet secondaire spectaculaire mais sans gravité. C'est un évènement qui peut être évité avec l'utilisation du TDR puisque celui-ci est négatif lors de la mononucléose qui est due à un virus, l'EBV.

### Angine pseudo-membraneuse

#### Diphtérie

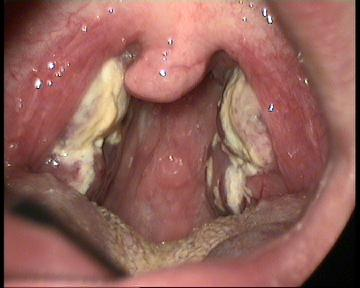
Angine pseudo-membraneuse dans une mononucléose infectieuse.

La diphtérie est due à Corynebacterium diphtheriae. Devenue rarissime en France grâce à la vaccination obligatoire, la diphtérie est grave. Les signes généraux et fonctionnels sont modérés. À l'examen de l'oropharynx on peut remarquer sur les amygdales et les piliers des fausses membranes épaisses, adhérentes et cohérentes, envahissant la luette. Le diagnostic est évoqué selon le contexte épidémiologique (absence de vaccination, voyage en zone d'endémie) et la clinique. Il sera affirmé après la découverte du bacille sur prélèvement de gorge. On réalise le traitement en urgence par sérothérapie et antibiothérapie (pénicilline V et macrolides).

#### Mononucléose infectieuse
La mononucléose infectieuse est due au virus d'Epstein-Barr (EBV). À l'examen clinique, le patient présente des adénopathies diffuses et une asthénie intense. Une éruption cutanée et une splénomégalie peuvent être présentes. Une numération formule sanguine présentera une hyperlymphocytose à grands lymphocytes basophiles caractéristiques du syndrome mononucléosique bien que celui-ci puisse être retardé de 8 à 10 jours après le début des signes cliniques. Une cytolyse hépatique et une thrombopénie sont fréquemment associées. Le diagnostic sera affirmé par la positivité de la sérologie. On utilise pour cela le MNI Test et les IgM (Immunoglobuline) anti-VCA. On évitera tout traitement par ampicilline qui s'accompagne d'éruptions cutanées. Il est à noter que la mononucléose donne plus fréquemment des angines érythématopultacées.

### Angine ulcéreuse ou ulcéronécrotique
Toute angine ulcéronécrotique impose la réalisation d'une numération-formule sanguine.

#### Angine de Vincent
L'angine de Vincent est due à l'association fuso-spirillaire (Fusobacterium necrophorum + Borrelia vincentii), elle est l'angine ulcéreuse la plus fréquente. Elle s'associe souvent à une mauvaise hygiène buccodentaire. On retrouve une fièvre modérée, une haleine fétide et une odynophagie unilatérale. L'examen de l'oropharynx montre une ulcération unilatérale avec des membranes grisâtres, souples. Présence d'adénopathies dans le territoire de drainage. Le diagnostic se fait après examen bactériologique des prélèvements de gorge. Le traitement repose sur une antibiothérapie par pénicilline V sur une durée de 10 jours.

#### Chancre syphilitique
Le chancre syphilitique est dû à Treponema pallidum. L'examen de l'oropharynx montre une ulcération superficielle et non douloureuse. La palpation de cette lésion retrouve une induration. Cette palpation s'effectue avec une protection (doigtier ou gant), car le chancre syphilitique est très contagieux. On peut noter une adénopathie satellite de cette lésion qui sera elle aussi non douloureuse. Le traitement se fera en une seule injection intra-musculaire de benzathine benzylpénicilline (pénicilline G).

#### Agranulocytose
L'angine ulcéronécrotique est une manifestation clinique classique mais inconstante des neutropénies profondes et des agranulocytoses.

### Angine vésiculeuse

#### Angine herpétique
L'angine herpétique est due au virus Herpes simplex, le plus souvent lors d'une primo-infection qui constitue une gingivo-stomatite herpétique (inflammation de la muqueuse buccale et des gencives) associée à l'angine. Le traitement est symptomatique par des antalgiques adaptés à la douleur souvent intense, ainsi que des soins locaux par bains de bouche. L'utilisation d'aciclovir est discutée et réservée aux formes sévères. Souvent accompagnée de poussée de fièvre et sentiment de vertige.

#### Herpangine
L'herpangine est due au virus coxsackie A ou aux Echovirus, elle touche surtout les enfants de moins de sept ans. L'examen de l'oropharynx révèle de petites vésicules pharyngées et une muqueuse enflammée. On peut noter de plus une fièvre modérée. Le traitement reste symptomatique.

### Amygdalite caséeuse
L'amygdalite caséeuse est une accumulation de caseum dans une ou les deux amygdales consécutive à différents types d'angine (infection par un streptocoque du groupe A, virus d'Epstein-Barr (EBV) ou Virus coxsackie A) [réf. nécessaire].

## Complications
- Phlegmon péri-amygdalien : on retrouve à l'examen une fièvre, un bombement unilatéral oropharyngé, ainsi qu'un trismus. Il est généralement nécessaire d'hospitaliser le patient, de prescrire une antibiothérapie intra-veineuse (amoxicilline et acide clavulanique par exemple) et parfois de réaliser un drainage du phlegmon (accompagné d'un prélèvement bactériologique).
- Infection rétropharyngée ou abcès : on retrouve un torticolis fébrile ainsi qu'une tuméfaction cervicale, un scanner injecté est généralement nécessaire pour confirmer le diagnostic et évaluer l'extension de l'infection. Une antibiothérapie intraveineuse est prescrite.
- Cellulite cervicale extensive : on retrouve un placard inflammatoire extensif. Il s'agit d'une urgence médico-chirurgicale, justifiant une hospitalisation en unité de soins intensifs, une antibiothérapie IV en urgence et une prise en charge chirurgicale (cervicotomie et drainage).
- Syndromes post-streptococciques (rhumatisme articulaire aigu RAA et glomérulonéphrite aigue GNA) : complications rares mais potentiellement graves de l'angine à streptocoque bêta-hémolytique du groupe A justifiant une démarche diagnostique et un traitement efficaces.

## Traitement

### Traitements symptomatiques
Le seul traitement pertinent pour le mal de gorge est la suppression de la douleur :
- usage d’analgésiques par voie orale : paracétamol, aspirine, ibuprofène… ;
- anesthésiques locaux ;
- AINS en usage local.

Pour la laryngite :
- un repos vocal absolu ;
- un sirop antitussif en cas de toux irritative ;
- des pastilles adoucissantes à l’érysimum pour l’extinction de la voix peuvent être conseillées.

Il existe souvent des associations de plusieurs principes actifs, la plupart du temps un antiseptique oral couplé à un anesthésique local. Leur intérêt est cependant limité dans les affections bucco-pharyngées.
| Antibiotiques de contact : - ex. : tyrothricine                                                               | - Risque de sélection de germes résistants. - Efficacité si bactérie mais d’aucune utilité si infection virale. - Souvent en concentration trop faible pour avoir une réelle efficacité. - Risque de déséquilibrer la flore bactérienne. |
| Antiseptiques buccopharyngés : benzalkonium, benzoxonium, déqualinium, hexamidine, hexétidine, chlorhexidine… | - Risque de sélection de germes résistants. - Souvent en concentration trop faible pour avoir une réelle efficacité. - Risque de déséquilibrer la flore bactérienne.                                                                     |

| Anesthésiques locaux : lidocaïne, tétracaïne… | Efficace - Ils sont susceptibles de provoquer des troubles de la déglutition parfois responsables de fausse route. - Il est donc nécessaire de déconseiller leur prise juste avant les repas ou boissons, notamment chez l’enfant. |
| AINS : Flubiprofène                           | Soulage la douleur et l’inflammation |

#### Collutoires
| Spécialités         | Antiseptique | Anesthésique | Chez l’enfant |
| ------------------- | ------------ | ------------ | ------------- |
| Colludol            | x            | x            | > 3 ans       |
| Medica              | x            | x            | > 30 mois     |
| Strepsils lidocaïne | x            | x            | > 12 ans      |
| Néo-Golaseptine     | x            |              | > 3 ans       |

| Strepfen | Flubiprofène | AINS | Soulage la douleur et l’inflammation | > 12 ans Max. 5/24 h |

##### Avantages et inconvénients des collutoires
- Temps de contact du médicament réduit par rapport à une pastille.
- Action non ciblée, zone d’action limitée à l’oropharynx.
- Difficile à transporter.
- Difficulté d’utilisation chez les petits enfants.
- Il est rapide et facile à utiliser chez l’adulte.

#### Pastilles
| Spécialités            | Antiseptique | Antibiotique | Anesthésique | Chez l’enfant |
| ---------------------- | ------------ | ------------ | ------------ | ------------- |
| Medica                 | x            |              | x            | > 6 ans       |
| Orofar lidocaine       | x            |              | x            | > 6 ans       |
| Strepsil lidocaine     | x            |              | x            | > 6 ans       |
| Strepsils              | x            |              |              | > 6 ans       |
| Mucoangine             |              |              | effet        | > 12 ans      |
| Tyrothricine-lidocaïne |              | x            | x            | > 3 ans       |
| Lemocin                | x            | x            | x            | > 6 ans       |

| Strepfen | Flubiprofène | AINS | Soulage la douleur et l’inflammation | > 12 ans - Max. 5/24 h |

##### Avantages et inconvénients des pastilles
- Par l’action de succion, les pastilles augmentent la production de salive aux vertus antimicrobienne et immunitaire.
- Elles permettent la libération progressive des principes actifs.
- Le temps de contact est prolongé.
- Action ciblée jusque dans la partie inférieure du pharynx.
- Elles sont pratiques et discrètes.
- Facilité d’utilisation chez les petits enfants.

#### Phytothérapie
- Les plantes émollientes et adoucissantes[réf. nécessaire] c’est-à-dire les plantes à mucilage.
 ex. : Mauve, Guimauves[Laquelle ?], Bouillon blanc, plantain [Lequel ?].
- Les plantes cicatrisantes[réf. nécessaire] : Calendula (Souci), Sauge.
- Le thym est la plante la plus spécifique des irritations de gorge et des encombrements respiratoires. Il calme et soulage les irritations.[réf. nécessaire]
- L’érysimum pour l’extinction de voix[réf. nécessaire].